# Rock Steady Crew
Die Rock Steady Crew ist eine Breaking-Gruppe, die sich 1977 im New Yorker Stadtteil Bronx gründete. Die Gründer waren die B-Boys Jimmy D und Jojo, die zu den ersten bekannten Breakern gehören. Um in die Crew aufgenommen zu werden, mussten die Anwärter ein anderes Crewmitglied in einem „Dance-Battle“ besiegen.

## Geschichte
Um 1979 kam die Breaking-Szene in New York in eine Krise. Zu diesem Zeitpunkt wurden die B-Boys Crazy Legs and Lenny Len in die Crew aufgenommen, die als extrem begabte Breaker eine Auflösung der Crew verhinderten. Crazy Legs zog kurz darauf nach Manhattan um und wollte dort eine eigene Crew gründen, die als Chapter der Rock Steady Crew gelten sollte. Da er dafür Jimmy Ds Erlaubnis brauchte, diese aber nicht bekommen konnte, trat er einer rivalisierenden Gruppe – der Rockwell Association – bei und gründete mit deren Erlaubnis das Chapter in Manhattan.
Erst 1981 stimmte auch Jimmy D der Gründung der Rock Steady Crew in Manhattan zu. Crazy Legs änderte daraufhin den Namen seiner Crew in Rock Steady Crew und übernahm alle seine bisherigen Mitglieder, obwohl niemand aus seiner Gruppe je gegen ein Originalmitglied der Rock Steady Crew im Battle bestehen musste. Dieses Chapter wurde bald darauf zum eigentlichen Kern der Rock Steady Crew, welcher die Popularität des Breakings in New York wieder erhöhte.
Im August 1981 wurde der Crew vom Fotografen Henry Chalfant das Angebot gemacht, im Programm des Lincoln Center outdoor program aufzutreten. Durch diesen Auftritt gelangte die Crew in den Interessensbereich der lokalen New Yorker Fernsehsender und diverser Zeitungen wie The New York Times, The Village Voice, Daily News und der National Geographic. Die dort gebotene Show, ein Battle gegen die rivalisierende Crew The Dynamic Rockers, machte sie bekannt. Jimmy D war so begeistert von der Show, die er nur im Fernsehen zu sehen bekam, dass er Crazy Legs zum Präsidenten der gesamten Rock Steady Crew machte. Crazy Legs ernannte Frosty Freeze und Prince Ken Swift, beide aus dem Manhattan-Chapter, zu Co-Präsidenten.
Im Winter 1982 wurde die Rock Steady Crew zu einer Show im Nachtclub Ritz eingeladen, gemeinsam mit der Punkband Bow Wow Wow, Afrika Bambaataa und den Jazzy 5. Nach der Show fragten Crazy Legs und Frosty Freeze Afrika Bambaataa, ob er sie in die Zulu Kings aufnehmen würde, woraufhin die gesamte Crew mit allen Mitgliedern in die Zulu Nation integriert wurde. Kurz danach wurde die Crew in der gesamten New Yorker Clubszene populär. Die Crew selbst wuchs in der Zeit zu einer großen Hip-Hop-Familie an, in die auch Frauen, Kinder, Roller Skater, Graffiti-Künstler und DJs aufgenommen wurden. Zu diesem Zeitpunkt wurde Breaking auch außerhalb von New York bekannter und beliebter.
1983 erhielt die Crew in Form von Kool Lady Blue eine Managerin, die sie für die Roxy Tour buchte, die von Europe One Radio ausgetragen wurde. Gemeinsam mit Afrika Bambaataa, Fab Five Freddie, die McDonalds Double Dutch Girls, mehreren DJs und Graffiti-Künstlern ging die Crew damit auf die erste internationale Hip-Hop-Tour, die sie unter anderem auch in die europäischen Metropolen London und Paris führte. Im November des Jahres wurden sie von der britischen Königin gebeten, in der Royal Variety Performance aufzutreten. Außerdem spielten sie bereits 1982 in dem Hip-Hop-Film Wild Style mit (wie auch 1984 in Beat Street).
Dieser Auftritt führte zu dem Plattenvertrag der Crew mit Charisma Records. Sie veröffentlichten ihren Hit Hey You, The Rock Steady Crew, welcher in mehreren Ländern ein Top-10-Hit wurde und in den Niederlanden Gold und in Großbritannien Silber erreichte. Finanziell sah die Crew jedoch nur sehr wenig von dem Erfolg. Eine zweite Single, Uprock, und ein Album folgten. Nach der Auflösung von Charisma Records ging der Vertrag an Virgin Records, die ihn jedoch erstmal zurückstellte. Innerhalb der Crew gab es Ärger und Streit um den Vertrag und es wurde beschlossen, sich erstmal anderen Projekten zuzuwenden.
Erst 1989 wurde die Crew reanimiert, nachdem Crazy Legs auf Druck des B-Boys Jerry „Fast Feet“ Fontanez und in Zusammenarbeit mit dem Rapper Q-Unique in die Clubszene zurückkehrte. 1991 trat Mr. Wiggles an Crazy Legs heran und schlug ihm ein Musical unter dem Titel So, What Happens Now? vor. Ken Swift und Buck 4 stiegen ein und halfen bei der Inszenierung einer Szene mit. 1992 trat die Crew beim Kennedy Center Honors auf und erhielten massiven Applaus, angeführt von Gregory Hines und in Anwesenheit von US-Präsident George H. W. Bush und Gregory Peck.
Crazy Legs ist auch heute noch Präsident der Crew, als Co-Präsidenten stehen ihm Fabel und Easy Roc zur Seite. Mittlerweile existieren Chapter in mehreren größeren Städten der USA (Las Vegas, Miami und Los Angeles), außerdem in Japan (Rock Steady Crew Japan), Großbritannien und Italien. Eines der aktuellen Ziele ist die Gründung einer Rock Steady Foundation für Kinder, um ihnen eine Tanzausbildung und andere Aktivitäten außerhalb der Schule zu ermöglichen. Jedes Jahr findet eine Gedenkfeier der Rock Steady Crew in der Bronx statt, bei der viele neue MCs, Breaker und andere Künstler vorgestellt werden und verstorbener Mitglieder gedacht wird. Der 26. Juli 2003 wurde außerdem vom New Yorker Bürgermeister Michael Bloomberg zum Rock Steady Crew Day ernannt.

## Bekannte Mitglieder
| - Jimmy D - Jojo - Crazy Legs - Lenny Len - Ken Swift - Frosty Freeze † | - Mr. Wiggles - Bobbito - Fabel - Q-Unique - Buck 4 † - Easy Roc | - Tony Touch - Fever 1 - Alien Ness - Min One - Heps Fury - Baby Love | - Floor Rock - Phantom - Mr. Freeze - Doze - Kuriaki † (wurde 1991 getötet) |

## Diskografie

### Alben
- 1984: Ready For Battle
- 2007: 30 Years To The Day

### Singles
- 1983: (Hey You) The Rock Steady Crew
- 1983: Ready For Battle
- 1984: Uprock
- 1984: She’s Fresh
- 2000: Used To Wish I Could Break With Rock Steady

## Auszeichnungen für Musikverkäufe
| Goldene Schallplatte - Niederlande - 1983: für die Single (Hey You) The Rock Steady Crew |

Anmerkung: Auszeichnungen in Ländern aus den Charttabellen bzw. Chartboxen sind in ebendiesen zu finden.
| Land/RegionAuszeichnungen für Musikverkäufe (Land/Region, Auszeichnungen, Verkäufe, Quellen) | Silber  | Gold  | Platin | Verkäufe | Quellen   |
| -------------------------------------------------------------------------------------------- | ------- | ----- | ------ | -------- | --------- |
| Niederlande (NVPI)                                                                           | —       | Gold1 | —      | 75.000   | nvpi.nl   |
| Vereinigtes Königreich (BPI)                                                                 | Silber1 | —     | —      | 250.000  | bpi.co.uk |
| Insgesamt                                                                                    | Silber1 | Gold1 | —      |          |           |